# Rollmops

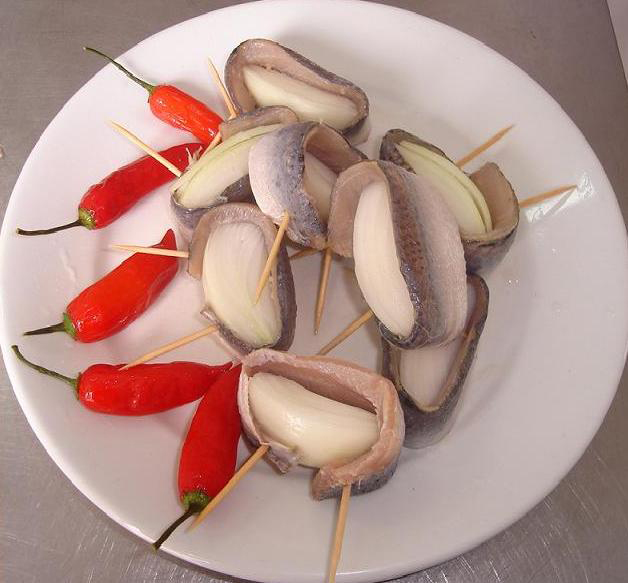
Rollmops com cebola produzido no Brasil na região de Joinville em Santa Catarina e Curitiba, no Paraná

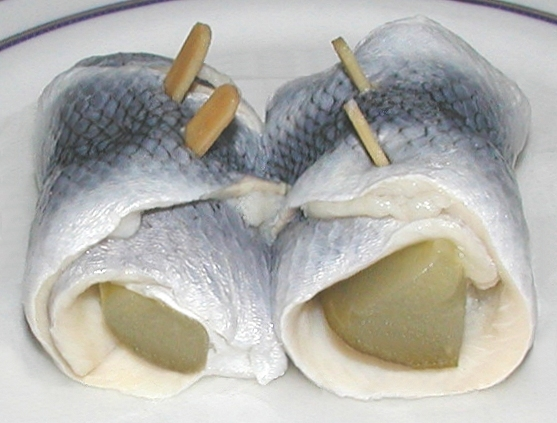
Rollmops com pepino feito no estilo tradicional europeu

O rollmops (Romópis) na sua composição original é um filé de arenque na conserva enrolado em forma cilíndrica em torno de um pedaço de pepino em conserva ou de um pedaço de cebola ou de uma azeitona verde. Os pedaços são segurados juntos com um ou mais palitos de picolé ou de dentes.
Rollmops são geralmente comprados prontos para o consumo em jarras ou vidros. Na conserva também encontra-se água, vinagre branco, sal, um pouco de açúcar (ou adoçante), rodelas de cebola, pimenta-preta e sementes de mostarda. O rollmops pode ser servido frio, sem ser enrolado ou com pão. Depois de abrir a conserva o rollmops dura geralmente de 2 a 3 semanas se refrigerado.
O peixe chamado arenque somente é encontrado nas águas do Atlântico Norte, por isto no Brasil houve uma adaptação: o rollmops é feito com filé de sardinha.

## Origem e etimologia
O nome 'rollmops' é germânico na sua origem, rollen significa enrolar e mops designa uma raça de cães Pug. Ficou famoso na Alemanha durante o século XIX. Um fator crucial que aumentou sua popularidade foi a construção de longas estradas de ferro, que possibilitou o transporte do arenque do Norte da Europa e do Mar Báltico para o interior. Para aumentar a durabilidade, o peixe era colocado em conserva em barris de madeira.

## Distribuição
É encontrado nas cozinhas dos seguintes países e regiões: Holanda, Escócia, Áustria, Alemanha, Escandinávia, República Tcheca, Polônia, Brasil e África do Sul.
No Brasil, o rollmops é normalmente encontrado em bares populares do sul do país, especialmente em regiões de colonização germânica como Joinville, Vale do Itajaí, Norte Catarinense, Vale do Itapocu, Curitiba, Ponta Grossa ,Prudentópolis e Pitanga.

## Ligações Externas
Blog Baixa Gastronomia - "O que é um rollmops?"